# Ле-Боном
Ле-Боно́м или Ле-Бономм(фр. Le Bonhomme) — коммуна на северо-востоке Франции в регионе Гранд-Эст (бывший Эльзас — Шампань — Арденны — Лотарингия), департамент Верхний Рейн, округ Кольмар — Рибовилле, кантон Сент-Мари-о-Мин. До марта 2015 года коммуна административно входила в состав кантона Лапутруа (округ Рибовилле).
Площадь коммуны — 21,98 км², население — 836 человек (2006) с тенденцией к стабилизации: 812 человек (2012), плотность населения — 36,9 чел/км².

## Население
Численность населения коммуны в 2011 году составляла 813 человек, а в 2012 году — 812 человек.
| 1962 | 1968 | 1975 | 1982 | 1990 | 1999 | 2006 | 2011 | 2012 |
| ---- | ---- | ---- | ---- | ---- | ---- | ---- | ---- | ---- |
| 818  | 850  | 696  | 612  | 607  | 767  | 836  | 813  | 812  |

Динамика населения:

## Экономика
В 2010 году из 529 человек трудоспособного возраста (от 15 до 64 лет) 383 были экономически активными, 146 — неактивными (показатель активности 72,4 %, в 1999 году — 72,4 %). Из 383 активных трудоспособных жителей работали 348 человек (193 мужчины и 155 женщин), 35 числились безработными (22 мужчины и 13 женщин). Среди 146 трудоспособных неактивных граждан 50 были учениками либо студентами, 52 — пенсионерами, а ещё 44 — были неактивны в силу других причин.
На протяжении 2011 года в коммуне числилось 313 облагаемых налогом домохозяйств, в которых проживало 789 человек. При этом медиана доходов составила 18942 евро на одного налогоплательщика.